# نویل چمبرلین
نِویل چَمْبِرلِیْن (به انگلیسی: Neville Chamberlain)؛ ۱۸ مارس ۱۸۶۹ – ۹ نوامبر ۱۹۴۰) بین سال‌های ۱۹۳۷ و ۱۹۴۰ نخست‌وزیر بریتانیا بود. چمبرلین به خاطر سیاست خارجی اش، و به ویژه برای امضای توافقنامه مونیخ در سال ۱۹۳۸، شناخته شده‌است. با این حال، زمانی که آدولف هیتلر به لهستان حمله کرد، بریتانیا در ۳ سپتامبر ۱۹۳۹ جنگ با آلمان را اعلام کرد و چمبرلین انگلیس را در هشت ماه نخست جنگ جهانی دوم رهبری کرد.

## زندگی

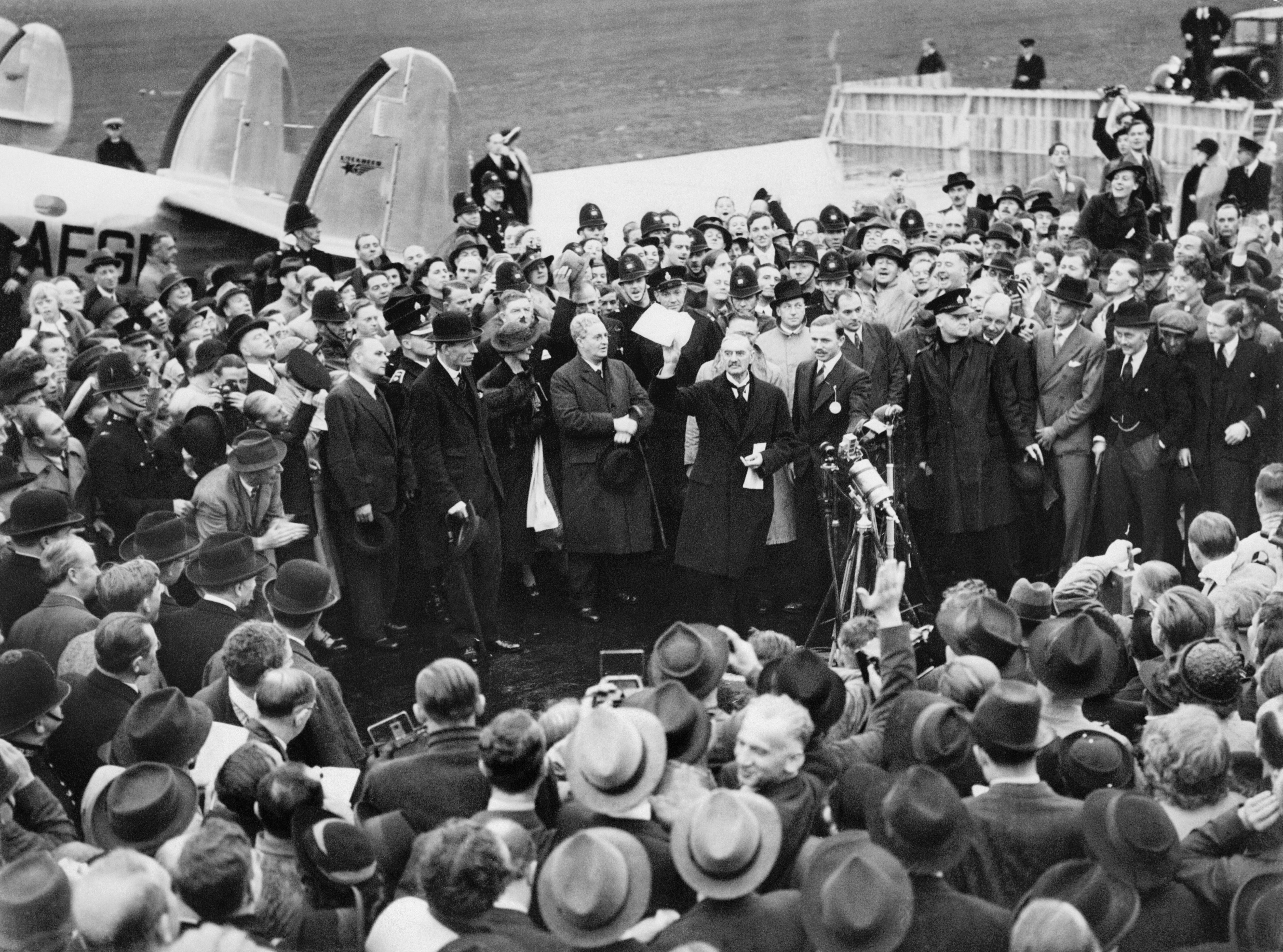
چمبرلین پس از بازگشت از آلمان، قرارداد با امضای هیتلر را به خبرنگاران نشان می‌دهد.

در خانواده‌ای سیاست پیشه به دنیا آمده بود، پدرش عهده‌دار سمت‌های مهمی در دولت بریتانیا بود و برادرش، آستین چمبرلن، که در سال ۱۹۲۵ جایزه صلح نوبل گرفته بود، سال‌ها وزیر امور خارجه بریتانیا بود و خودش نیز پیش از نخست‌وزیری سال‌ها نماینده پارلمان و وزیر بود.
عمده شهرت وی به دلیل امضا توافقنامه مونیخ بود.
او که جنگ پر تلفات جهانی اول را به چشم دیده بود، بر این باور بود که با سازش با آدولف هیتلر می‌توان از بروز یک جنگ دیگر جلوگیری کرد.
برمبنای همین باور در ۲۹ سپتامبر ۱۹۳۸ توافقنامه مونیخ را با هیتلر امضاء کرد که به موجب آن بریتانیا و فرانسه، در غیاب نمایندگان جمهوری چکسلواکی، پذیرفتند که منطقه سودتنلند چک به آلمان هیتلری واگذار شود.
او با این کار می‌پنداشت که به صلح دست یافته‌است. با زیاده طلبی‌های هیتلر که اوج آن در تصرف باقی‌مانده چکسلواکی بود، او به اشتباه بودن سیاست مماشات پی برد؛ بنابراین پس از حمله آلمان به لهستان، خواهان دفاع بریتانیا از لهستان و ورود بریتانیا به جنگ با آلمان نازی شد. پس از شکست متحدین در نروژ، در ۱۰ مه ۱۹۴۰ او از نخست‌وزیری استعفا داد و وینستون چرچیل جایگزین او شد.

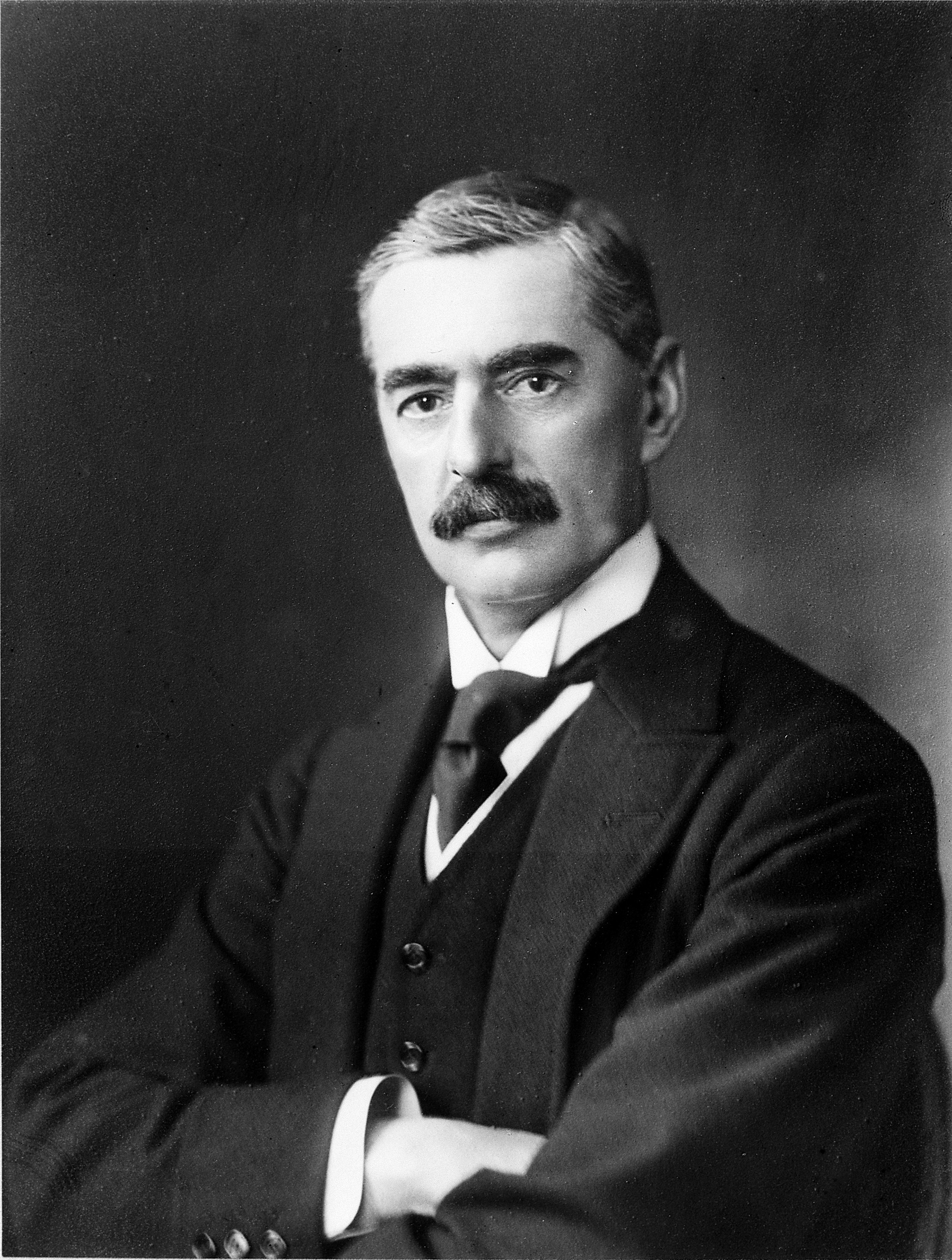
در سال ۱۹۲۳

او در ابتدا عضو کابینه جنگ چرچیل بود و در غیاب چرچیل جلسات آن را اداره می‌کرد اما سپس به علت بیماری از این سمت کناره گرفت. او شش ماه پس از کناره‌گیری از نخست‌وزیری، به علت سرطان درگذشت. او ابتدا در بریتانیا خوشنام بود اما کتابهایی همچون «مردان مجرم» (منتشره در سال ۱۹۴۰) و شکل‌گیری توفان (Gathering Storm) چرچیل، منتشره در سال ۱۹۴۸، او را به سهل انگاری در آماده کردن بریتانیا برای جنگ و کوتاه آمدن در برابر هیتلر متهم کردند.

## مرد چتردار
چمبرلین عموماً در انظار عمومی با خود چتری حمل می‌کرد که باعث شده به او لقب مرد چتردار (Umbrella Man) داده شود.